# Micromoema xiphophora
Micromoema xiphophora es una especie de pez de agua dulce, la única del género monoespecífico Micromoema, de la familia de los rivulines.

## Morfología
Cuerpo típico de los rivulines pereo distinguible de otras especies por el desarrollo único de la espada caudal de la aleta ventral en machos, así como por el patrón de color del cuerpo masculino de tres filas de naranja a rojo. La longitud máxima descrita es de 6 cm.

## Distribución y hábitat
Se distribuyen por América del Sur, en ríos y aguas estancadas de la cuenca fluvial del río Orinoco, en Venezuela.
Viven en pequeños cursos de agua tropical, de comportamiento bentopelágico y no migrador, prefiriendo temperaturas entre 24 y 28 °C. Habita pequeñas charcas forestales, donde desova en el fondo teniendo después cuatro meses de incubación.